# Phare de Dofflemyer Point
Le phare de Dofflemyer Point est un phare situé à Boston Harbor au nord d'Olympia sur le Puget Sound (Comté de Thurston), dans l'État de Washington aux États-Unis.
Ce phare est géré par la Garde côtière américaine, et les phares de l'État de Washington sont entretenues par le District 13 de la Garde côtière  basé à Seattle.
Il est inscrit au Registre national des lieux historiques depuis le 16 février 1989 .

## Histoire
Dofflemyer Point définit le côté est de l'entrée de Budd Inlet (en), le bras le plus au sud qui mène à Olympia, la capitale de l'État. Une lanterne avec lentille, au sommet d'un pieu de 3,6 m y avait été établie en 1887.

## Description
Le phare actuel a été construit en 1934. C'est une tour pyramidale en béton de 9 m de haut, avec galerie et sans lanterne.
Il a été partiellement automatisé dans les années 1960 avec l'utilisation de cellules photovoltaïques. Cependant un gardien était toujours nécessaire pour la maintenance de la tour et pour actionner le signal de brouillard quand c'était nécessaire. Le phare a été totalement automatisé en 1987 et un radiophare a été installé.
Il émet, à une hauteur focale de 9 m, un long éclat blanc toutes les 6 secondes. Sa portée est de 7 milles nautiques (environ 13 km). Sa corne de brume est toujours en activité.
Le phare est sur une propriété privée.
Identifiant : ARLHS : USA-232 - Amirauté : G4952 - USCG : 6-17400 .

## caractéristique duFeu maritime
Fréquence : 6 secondes (W)
- Lumière : 3 secondes
- Obscurité : 3 secondes

|             |
| Puget Sound |

|                  |
| Dofflemyer Point |

|          |
| Le phare |

### Lien connexe
- Liste des phares de l'État de Washington